# Jennifer Tour Chayes
Jennifer Tour Chayes (Nueva York, 20 de septiembre de 1956) es una matemática, física e informática teórica estadounidense.
Chayes es directora ejecutiva y científica distinguida en el Microsoft Research de Nueva Inglaterra en Cambridge, Massachusetts, fundado por ella en 2008, y el Microsoft Research de la ciudad de Nueva York, que fundó en 2012. Chayes es más conocida por su trabajo en transiciones de fase en matemática discreta y ciencias de la computación, propiedades estructurales y dinámicas de redes de ingeniería personal y teoría algorítmica de juegos. Está considerada una de las expertas mundiales en el modelado y análisis de gráficos de crecimiento dinámico. Chayes ha trabajado en el Microsoft Research desde 1997, año en que fue cofundadora del Grupo de Teoría. Obtuvo su doctorado en Física matemática en la Universidad de Princeton. Ha sido profesora asociada de matemáticas y física en la Universidad de Washington, y fue durante muchos años profesora de matemáticas en UCLA. Es autora de casi 120 artículos científicos e inventora de más de 25 patentes.

## Biografía
Chayes nació en Nueva York y creció en White Plains, Nueva York, hija de inmigrantes iraníes. Obtuvo su grado en Biología y Física en la Universidad Weleyana en 1979 graduándose la primera de su clase. Consiguió el doctorado en Física Matemática en la Universidad de Princeton. Realizó su trabajo postdoctoral en los departamentos de matemáticas y física en las universidades de Harvard y Cornell. Se mudó a la UCLA como profesora doctora de Matemáticas en 1987.

### Carrera en Microsoft
Mientras estaba de año sabático en el Instituto de Estudios Avanzados en 1997, Nathan Myhrvold, CTO de Microsoft, compañero de clase de Chayes en Princeton, le pidió que constituyera y dirigiera el Grupo de Teoría en el Microsoft Research Redmond. El Grupo de Teoría analiza preguntas fundamentales de la informática teórica usando técnicas de física estadística y matemática discreta. Chayes inauguró el Microsoft Research New England en julio de 2008 con Borgs. El laboratorio está ubicado en el Centro de Investigación y Desarrollo de Microsoft en Nueva Inglaterra y tiene como objetivo abrir nuevas áreas de investigación interdisciplinarias reuniendo a los principales científicos informáticos y sociales para comprender, modelar y habilitar la informática y las experiencias en línea en el futuro. El 3 de mayo de 2012, el New York Times informó de que, "Microsoft está abriendo un laboratorio de investigación en la ciudad de Nueva York ..." que Chayes co-dirigirá. El nuevo laboratorio también reúne a científicos informáticos y científicos sociales, particularmente en las áreas de economía, ciencias sociales computacionales y conductuales, y aprendizaje automático. Chayes es directora administrativa de los Microsoft Research tanto el de Nueva Inglaterra como el de la ciudad de Nueva York. Ha contribuido al desarrollo de métodos para analizar la estructura y el comportamiento de varias redes, el diseño de algoritmos de asignación y el diseño y análisis de varios modelos de negocios para el mundo en línea.

## Reconocimientos
Chayes pertenece a numerosos consejos de dirección, comités asesores y consejos editoriales, incluido el Comité de Selección del Premio Turing,  de la Association for Computing Machinery, la Junta Directiva del Instituto de Investigación en Ciencias Matemáticas y el Instituto de Investigación Computacional y Experimental en Matemáticas, los Consejos Consultivos del Centro de Matemática Discreta y Ciencias de la Computación, el Campus de Investigación Janelia Farm Instituto Médico Howard Hughes, y Mujeres Emprendedoras en Ciencia y Tecnología. Chayes es expresidenta de la Sección de Matemáticas de la Asociación Estadounidense para el Avance de la Ciencia y exvicepresidenta de la American Mathematical Society. Recibió una beca posdoctoral de la National Science Foundation, una beca Sloan y el premio Distinguished Teaching Award de UCLA.
Chayes es miembro de la Asociación Estadounidense para el Avance de la Ciencia, el Instituto Fields, la Association for Computing Machinery y la American Mathematical Society, asimismo tiene el rango de socia nacional de Academia Nacional de Ciencias de Estados Unidos. Desde 2019, es investigadora en el campo de ciencia de datos en la universidad Berkeley. Ha recibido numerosos premios de liderazgo, incluido uno de los premios Mujeres Visionarias del Instituto Anita Borg de 2012.

### Premios y honores
- Beca de investigación de la Fundación Alfred P. Sloan (1989)
- Miembro del Institute for Advanced Study, Princeton, NJ (1994-95, 1997)
- Conferenciante invitada en el Congreso Internacional de Matemáticos (1998)
- Miembro de la Asociación estadounidense para el avance de la ciencia (2006)
- Socia de la Association for Computing Machinery (2010)[11]
- Socia de la Sociedad Matemática Estadounidense (2012)[12]
- Premio Mujeres Visionarias del Instituto Anita Borg (2012)[13]
- Premio John von Neumann de la Sociedad de Matemáticas aplicadas e Industriales (2015)
- Doctora Honorífica de la Universidad de Leiden (2016)[14]

## Vida personal
Chayes se casó con Christian Borgs en 1993, y anteriormente estuvo casada con Lincoln Chayes a quien conoció en Princeton. Ha tenido colaboraciones de gran éxito con sus dos maridos; de sus 94 publicaciones en MathSciNet (desde febrero de 2014), en 51 aparece Christian Borgs como coautor y en 37 aparece Lincoln Chayes.